# Арпашу-де-Жос
Арпашу-де-Жос — коммуна, расположенная в жудеце Сибиу в
Румынии. Состоит из трех поселений: Арпашу-де-Жос, Арпашу-де-Сус, Нoу-Рoмын.

## Описание
Коммуна расположена в предгорьях Южных Карпат в центре страны.
Рядом с коммуной берет старт живописное Трансфэгэрашское шоссе, проходящее через Карпаты к городу Питешти.
Расстояние до Сибиу по автодорогам составляет 47 км.
По состоянию на 2011 год население коммуны составляло 2408 человек, из них 2312 — румыны, 62 — цыгане и 32 — венгры.